# Bouricius (geslacht)
Bouricius (ook: Visscher Bouricius) is de naam van een Nederlands geslacht dat onder andere militairen voortbracht.

## Geschiedenis
De genealogie begint met Toenis Gerritsz. (Bouwer), geboren omstreeks 1570 in Deventer. In latere generaties kwamen postmeesters voor, nog weer later gevolgd door enkele bestuurders en militairen.
In 1913 werd het geslacht opgenomen in het genealogisch naslagwerk Nederland's Patriciaat; heropname volgde in 1949.

## Enkele telgen
Gerard Bouwer gen. Bouricius (1667-1734), postmeester te Amsterdam
- Gerard Bouricius (1711-1770), postmeester te Amsterdam
  - Johanna Jacoba Bouricius (1755-1842); trouwde in 1775 met jhr. mr. Evert Johan Wentholt (1750-1835), belastingontvanger en lid Grote Vergadering der Notabelen (1814)
- Adriaan Bouricius (1714-1787), postmeester te Arnhem
  - mr. Gerard Jan Bouricius (1745-1784), secretaris te Arnhem
  - mr. Jacob Anthonij Bouricius (1746-1814), rechter; trouwde in 2e echt in 1786 met Geertruida Johanna Visscher (1761-1828)
    - mr. Adriaan Carel Visscher Bouricius (1787-1852), lid gedeputeerde staten van Gelderland

  - Clara Louisa Bouricius (1748-1821); trouwde 1767 mr. Gerhard Umbgrove (1733-1797), burgemeester van Arnhem
  - mr. Roeland Jan Bouricius (1751-1824), burgemeester van Arnhem en lid van gedeputeerde staten van Gelderland
    - Louis Gerard Bouricius, heer van Noord- en Zuid-Akendam en Schoten (1796-1863), directeur Rijksbelastingen
      - Eleonora Christina Susanna Bouricius (1820-1888); trouwde in 1868 met Epke Adema (1813-1883), burgemeester laatstelijk van Harmelen en Veldhuizen

    - Jan Frederik Daniël Bouricius (1799-1859), viceadmiraal; trouwde in 1826 met jkvr. Johanna Christine Frederica Elisabeth de Vaynes van Brakell (1802-1883), lid van het geslacht De Vaynes van Brakell
      - Johanna Elisabeth Frederika Bouricius (1827-1870); trouwde in 1856 met Gerhardus Fabius (1806-1888), viceadmiraal

Geslachten die opgenomen zijn in het sinds 1910 verschijnende genealogische naslagwerk Nederland's Patriciaat. Lijst volgens opgave van het CBG Centrum voor familiegeschiedenis.
A · B · C · D · E · F · G · H · I · J · K · L · M · N · O · P · Q · R · S · T · U · V · W · Y · Z